# FUG
D-442 FUG (Felderítő Úszó Gépkocsi) – węgierski opancerzony wóz rozpoznawczy skonstruowany w latach 60. XX w. Odpowiednik radzieckiego samochodu rozpoznawczego BRDM-1. Od BRDM różni się jednak tym, że jego silnik usytuowany jest w tylnej części pojazdu, dzięki czemu jest bardziej odporny na uszkodzenia, np. w razie ostrzału. Pojazdy tego typu znajdowały się na uzbrojeniu armii węgierskiej, czechosłowackiej, a także w niewielkiej liczbie Wojska Polskiego. Mimo że FUG charakteryzował się bardziej przemyślaną konstrukcją układu napędowego niż w radzieckim odpowiedniku, to jednak miał istotną wadę, jaką był brak stałego uzbrojenia. Z tego powodu zastąpił go PSzH-IV, pozbawiony wady poprzednika. Pojazd ten nie był już sprowadzany do Polski.

## Egzemplarze muzealne
Pojazdy FUG można oglądać w następujących muzeach:
- Lubuskie Muzeum Wojskowe w Drzonowie – FUG z numerem taktycznym 042,
- Muzeum Techniki Wojskowej im. Jerzego Tadeusza Widuchowskiego,
- Muzeum Broni Pancernej w Poznaniu,
- Muzeum im. Orła Białego w Skarżysku-Kamiennej,
- Muzeum Wojska Polskiego w Warszawie – pojazd znajduje się na terenie Muzeum Polskiej Techniki Wojskowej,
- Muzeum Historii i Uzbrojenia w Opolu – pojazd w pełni sprawny, w ciągłej eksploatacji,
- Stare koszary - Góra Kalwaria.

## Użytkownicy
Aktualni użytkownicy
- Węgry

Byli użytkownicy
- Czechosłowacja: 275 zamówionych w 1965 roku i dostarczonych w 1968. Dostały oznaczenie OT-65A Otter[1]. Kolejne 200 PSzH pozyskane i oznaczone jako OT-66[1].
- NRD – 50 PSzH.[1]
- Niemcy – wszystkie zezłomowane lub sprzedane.
- Irak – 200 PSzH-IV dostarczonych w 1981 roku. Prawdopodobnie zostały zastąpione przez BRDM-2[1].
- Polska – 100 OT-65A Otter[1].